# Mingyang Wind Power
Ming Yang Wind Power Group Limited („Ming Yang“, chinesisch 明阳风电) ist der fünftgrößte chinesische und größte chinesische im Privatbesitz befindliche Hersteller von Windkraftanlagen. Die Firma wurde von 2010 bis 2016 im New York Stock Exchange geführt. Die von dem Unternehmen entwickelten und gefertigten Anlagen gehören zu den weltweit leistungsstärksten Windkraftanlagen, mit einer Leistung von bis zu 18 MW (Stand 2023).